# Heliconius micra
Heliconius micra är en fjärilsart som beskrevs av Adalbert Seitz 1913. Heliconius micra ingår i släktet Heliconius och familjen praktfjärilar. Inga underarter finns listade i Catalogue of Life.